# Livonia (yacht)
Pour les articles homonymes, voir Livonia.
Le yacht Livonia a été le second challenger britannique pour la Coupe de l'America (America's Cup) du New York Yacht Club en 1871, engagé sous le fanion du Royal Harwich Yacht Club.

## Construction
Après la défaite du Cambria à la Coupe de l'America en 1870, Lord James Lloyd Ashbury (en) a de nouveau commandé à Michael Ratsey de Cowes de construire un nouveau yacht de course. La goélette Livonia a été dessinée sur les lignes de la goélette Sappho de William Proctor Douglas, et son lancement a eu lieu le 6 avril 1871. Lord Ashbury a fait traverser son nouveau yacht à travers l'Atlantique pour concourrir une nouvelle fois à la Coupe de l'America, cette fois au nom du Royal Harwich Yacht Club (RHYC) .

## Carrière

Guidon de RHYC

La course de la Coupe de l'America de 1871 a été impliqué dans une controverse. Il y avait un désaccord sur le format de la compétition. Finalement, il a été convenu que le premier voilier qui remporterait quatre courses serait le vainqueur. Livonia a aussi été contestée par le britannique Franklin Osgood. Columbia a remporté les deux premières courses, et a été endommagé sur la seconde.

Livonia a remporté la troisième course sur Columbia encore endommagé, résultat contesté par Lord Ashbury. Sappho a été choisi pour remplacer la goélette britannique et poursuivre le défi. Sappho remporté les deux courses suivantes et a donc défendu l'America's Cup pour le club NYYC de New York.
Lord Ashbury a refusé d'accepter la décision, prétendant avoir gagné deux courses à trois sur les américains et a déclaré qu'il allait continuer la course. Comme aucun challengers se sont présentés, il a donc affirmé que les deux dernières courses étaient pour lui et a exigé la coupe. Il est retourné au Royaume-Uni sans le trophée accusant le New York Yacht Club de se livrer à une procédure inéquitable et antisportive.